# دریتان باهولی
دریتان باهولی (آلبانیایی: Dritan Baholli؛ زادهٔ ۲۳ ژوئیهٔ ۱۹۷۴) بازیکن سابق و مربی فوتبال اهل آلبانی است.
از باشگاه‌هایی که در آن بازی کرده‌است می‌توان به باشگاه فوتبال پارتیزانی تیرانا، باشگاه فوتبال آستریا وین، باشگاه فوتبال فرست وینا، و باشگاه فوتبال تیرانا اشاره کرد.
وی همچنین در تیم ملی فوتبال آلبانی بازی کرده‌است.